# Paulinho (ur. 1982)
Paulo Antonio de Oliveira (ur. 16 lipca 1982 w Cuiabie) – brazylijski piłkarz występujący na pozycji napastnika.

## Życiorys
Seniorską karierę rozpoczynał w Atlético Mineiro. W Campeonato Brasileiro Série A zadebiutował 11 sierpnia 2002 roku w przegranym 1:2 spotkaniu z SC Corinthians. W Atlético Mineiro występował do 2003 roku. Następnie przeszedł do arabskiego Al-Ahli, po czym na krótko wrócił do Atlético Mineiro. Ogółem w Atlético rozegrał 58 meczów w Série A. Jesienią 2004 roku był zawodnikiem Dorados de Sinaloa, dla którego wystąpił w 13 meczach Primera División de México. W 2005 roku został piłkarzem Kyoto Sanga FC. W 2005 roku awansował z klubem do J.League Division 1, zostając ponadto z 22 bramkami królem strzelców J.League Division 2. W najwyższej japońskiej lidze rozgrywkowej zadebiutował 5 marca 2006 roku w przegranym 1:4 spotkaniu z Yokohama F. Marinos. Po spadku w sezonie 2006, ponowny awans uzyskał w następnym roku. W Kyoto Sanga grał do 2009 roku, zdobywając ogółem 68 bramek dla tego klubu, z czego 66 w lidze. Następnie krótko był zawodnikiem Sport Club do Recife, po czym wrócił do Japonii, wiążąc się umową z Ventforetem Kōfu. W 2010 roku awansował z Ventforetem do J.League Division 1. W 2012 roku został piłkarzem Gamby Osaka, z którą spadł wówczas z ligi. Po zakończeniu sezonu 2013 odszedł z Gamby i przez rok pozostawał bez klubu. Na początku 2015 roku został zawodnikiem Tupi FC. We wrześniu 2015 roku przeszedł do Oity Trinita. Wówczas Oita spadła do J3 League. Po zakończeniu sezonu 2016 zakończył karierę.

## Statystyki ligowe
| Sezon    | Klub                 | Liga                          | Mecze | Gole |
| -------- | -------------------- | ----------------------------- | ----- | ---- |
| 2002     | Atlético Mineiro     | Campeonato Brasileiro Série A | 21    | 5    |
| 2003     | Atlético Mineiro     | Campeonato Brasileiro Série A | 30    | 6    |
| 2004 (j) | Atlético Mineiro     | Campeonato Brasileiro Série A | 7     | 0    |
| 2004     | Dorados de Sinaloa   | Primera División de México    | 13    | 4    |
| 2005     | Kyoto Sanga FC       | J.League Division 2           | 32    | 22   |
| 2006     | Kyoto Sanga FC       | J.League Division 1           | 31    | 14   |
| 2007     | Kyoto Sanga FC       | J.League Division 2           | 43    | 24   |
| 2008     | Kyoto Sanga FC       | J.League Division 1           | 4     | 1    |
| 2009     | Kyoto Sanga FC       | J.League Division 1           | 17    | 5    |
| 2009 (j) | Sport Club do Recife | Campeonato Brasileiro Série A | 4     | 1    |
| 2010     | Ventforet Kōfu       | J.League Division 2           | 33    | 14   |
| 2011     | Ventforet Kōfu       | J.League Division 1           | 28    | 10   |
| 2012     | Gamba Osaka          | J.League Division 1           | 21    | 8    |
| 2013     | Gamba Osaka          | J.League Division 2           | 19    | 6    |
| 2015     | Oita Trinita         | J2 League                     | 2     | 1    |
| 2016     | Oita Trinita         | J3 League                     | 0     | 0    |